# Сухая перегонка
Суха́я перего́нка (пиролиз древесины) — это частный случай процесса дистилляции, нагревание твёрдых  материалов с последующей конденсацией жидкостей или твёрдых веществ. Если сухая перегонка происходит только с изменением фаз вещества, то процесс напоминает классическую дистилляцию, но требует более высоких температур. Примером сухой перегонки, основанной только на фазовом переходе, может служить  процесс разделения смеси стекла и льда. Если же во время сухой перегонки происходят химические изменения, сопровождающиеся разрывом молекулярных связей, то процесс напоминает крекинг. Сухая перегонка с разрывом химических связей может включать  термолиз и его подвид пиролиз.  Примером сухой перегонки с разрывом химических связей может служить метод переработки твёрдых видов топлива (каменного и бурого угля, древесины) нагреванием без доступа кислорода до 500–600°С (полукоксование), а также до 900–1150°С (коксование); при этом образуются горючие газы, смолы и обогащённые углеродом остатки (полукокс, кокс, древесный уголь), а также различные химические вещества.

## Характеристики
В отличие от дистилляции жидкостей, в которых происходят физические изменения, сухая перегонка, как правило, приводит к химическим изменениям. Путём сухой перегонки древесины помимо древесного угля получают уксусную кислоту, метанол, ацетон и гудрон, из которых впоследствии могут быть выделены ксилол, крезол и другие полезные соединения.
Из угля можно получить самые разные продукты сухой перегонкой, в зависимости от того, проводится ли она при температуре до 600°C или более 900°C, что затем приводит к коксованию.
Для коксования используется уголь, а продуктами являются, кокс, гидроксид аммония и гудрон, из которого при дальнейшем отделении получают бензол, легкие масла, толуол, нафталин, смолу и другие продукты.

## Использование
Метод был использован для получения жидкого топлива из угля и древесины. Он также может быть использован для разложения солей минералов, таких как сульфаты (SO2–
4) через термолиз, в этом случае получения диоксида серы (SO2) или триоксида серы газа (SO3), которые могут быть растворены в воде для получения серной кислоты. Этим методом серная кислота была сначала идентифицирована и произведена искусственно. Когда сухой перегонке подвергают вещества растительного происхождения, например, уголь, сланец, торф или древесинy, они разлагаются на газ, жидкие продукты и кокс/древесный уголь. Выход и химическая природа продуктов разложения зависят от природы сырья и условий, при которых проводится сухая перегонка. Каменноугольная смола, уксусная кислота (и её гомологи), угарный газ, углекислый газ, метан, эфиры, карбонильные соединения, метанол, смола 
и др. являются одним из побочных продуктов.

### Дерево
Когда древесина нагревается выше 270 ° C, она начинает карбонизироваться. Если отсутствует воздух, конечным продуктом (поскольку отсутствует кислород для реакции с древесиной) является древесный уголь. При наличии воздуха (который содержит кислород) древесина загорится и сгорит, когда достигнет температуры около 400-500 ° C, а топливным продуктом будет древесная зола. Если древесина нагревается вдали от воздуха, сначала удаляется влага. Пока это не будет завершено, температура древесины остается на уровне около 100-110 ° C. Когда древесина высыхает, её температура повышается, и при температуре около 270 °C она начинает самопроизвольно разлагаться. Это хорошо известная экзотермическая реакция, которая происходит при сжигании древесного угля. На этом этапе начинается выделение побочных продуктов карбонизации древесины. Эти вещества выделяются постепенно по мере повышения температуры, и примерно при 450 °C выделение завершено. Твердый остаток, древесный уголь, состоит в основном из углерода (около 70%) и небольшого количества смолистых веществ, которые могут быть удалены или полностью разложены только при повышении температуры выше 600 ° C.
В обычной практике сжигания древесного угля с использованием внутреннего нагрева загруженной древесины путём сжигания её части, все пары и газы побочных продуктов выходят в атмосферу в виде дыма. Побочные продукты могут быть восстановлены путём пропускания отходящих газов через воду с получением так называемого древесного уксуса (пирокислоты), а неконденсирующийся древесный газ проходит через конденсатор и может сжигаться для получения тепла. Древесный газ используется только в качестве топлива и обычно состоит из 17% метана; 2% водорода; 23% монооксида углерода; 38% двуокиси углерода; 2% кислорода и 18% азота. Теплотворная способность газа составляет около 10,8 МДж / м3 (290 БТЕ / куб. фут), то есть примерно на одну треть больше, чем у природного газа. Когда древесина лиственных пород подвергается дистилляции, продуктами являются метанол (древесный спирт) и древесный уголь. При перегонке сосновой древесины сосновая смола и смола удаляются из древесины и оставляют древесный уголь. Берёзовый дёготь из берёзовой коры — это особо тонкая смола, известная как «русское масло», пригодная для защиты кожи. Побочными продуктами древесной смолы являются скипидар и древесный уголь.
Печи для обжига смолы — печи для сухой перегонки, исторически использовавшиеся в Скандинавии для получения смолы из древесины. Они были построены рядом с лесом, из известняка или из более примитивных отверстий в земле. Дно наклонено в выпускное отверстие, чтобы смола могла вытекать. Древесину раскалывают на кусочки размером с палец, плотно укладывают и, наконец, плотно покрывают грязью и мхом. Если кислород может попасть внутрь, древесина может загореться, и производство будет разрушено. Поверх этого укладывается и разжигается костер. Через несколько часов смола начинает выделяться и продолжает выделяться в течение нескольких дней.